# TicWatch
TicWatch je pojmenování chytrých hodinek vyvinutých, navržených a prodávaných americkou společností Mobvoi. První model byl uveden na trh v roce 2015, aktuálně nejnovější model TicWatch Pro 5 byl představen v roce 2023.

## Modely

### TicWatch a Ticwatch 2 Global Edition
TicWatch je prvním pokusem společnosti Mobvoi o vytvoření chytrých hodinek poháněných jejich operačním systémem TicWear, což je upravená verze operačního systému Wear OS od společnosti Google. TicWatch je kompatibilní se zařízeními Android a iOS. Může být použit jako samostatný fitness tracker a má vestavěné čipové sady GPS a snímače srdečního tepu. TicWatch byl původně uveden na trh v Číně. Ticwatch 2 Global Edition byla později spuštěna pro globální uživatele na Kickstarteru. Verze vydaná v Číně obsahuje datové připojení eSIM. Tato funkce je z Global Edition odstraněna kvůli komplikacím s mobilními partnery. Kickstarter získal finanční prostředky ve výši přes 2 miliony dolarů.

### TicWatch S a Ticwatch E
Modely TicWatch S a E jsou druhým pokusem společnosti Mobvoi o crowdfunding zařízení chytrých hodinek na Kickstarteru. Zařízení jsou poháněna Wear OS 2.0 namísto TicWear od Mobvoi, což z nich dělá první zařízení společnosti využívající operační systém Google. Kickstarter získal přes 3 miliony dolarů s více než 19 000 podporovateli.

### Ticwatch Pro
Hodinky TicWatch Pro byly vydány v polovině roku 2018 se systémem Wear OS od společnosti Google. Je vybaven vrstveným displejem, který kombinuje AMOLED a LCD obrazovku pro prodloužení životnosti baterie. Hodinky nabízejí dva režimy úspory energie. V "Smart Mode" je LCD displej vždy aktivní, pouze zapne AMOLED displej, když ho probudí uživatel. Tento režim poskytuje výdrž baterie 2–5 dní. V „základním režimu“ se Wear OS vypne a aktivní je pouze displej LCD, který zobrazuje pouze čas, datum, srdeční frekvenci, kroky a zobrazení baterie. Očekává se, že v tomto režimu bude zařízení poskytovat až 30 dní výdrže baterie.
Hodinky jsou dodávány s NFC (s podporou Google Pay), GPS nebo AGPS, akcelerometrem, gyroskopem, magnetickým senzorem, PPG senzorem srdečního tepu, senzorem okolního světla a senzorem off-body s nízkou latencí. Je hodnocena jako odolnost proti vodě a prachu IP68.
V roce 2020 byly TicWatch Pro upgradovány na TicWatch Pro 2020, které si zachovaly většinu specifikací původního modelu, ale zdvojnásobily kapacitu RAM na 1 GB a zvýšily odolnost. Začátkem roku 2021 byl vydán následný upgrade, TicWatch Pro S, který měl opět velmi podobnou specifikaci jako jeho předchůdci, ale obsahoval vylepšené možnosti sledování sportu a zdraví. Chyba v tiskové zprávě poskytnuté médiím vedla mnohé k tomu, že oznámili, že kapacita úložiště byla zdvojnásobena na 8 GB, ale Mobvoi potvrdil, že tomu tak nebylo a kapacita vnitřního úložiště zůstala na 4 GB jako u dvou předchozích TicWatch Pro. modely.

### TicWatch C2
TicWatch C2 byly vydány v druhé polovině roku 2018.

### TicWatch S2 a Ticwatch E2
TicWatch S2 a E2 byly oznámeny na CES 2019 a byly vydány 22. ledna 2019. Tyto dvě hodinky jsou identické s výjimkou designu a skutečnosti, že S2 mají certifikaci pro odolnost vojenské třídy MIL-STD-810G, zatímco E2 nikoli.
Oba jsou poháněny Snapdragon Wear 2100 SOC, běžně používaným jinými chytrými hodinkami Wear OS. S2 a E2 mají plastová pouzdra, snímače srdečního tepu, 415 mAh baterie a vestavěný GPS. Provozují Wear OS a mají předinstalovaných několik aplikací Mobvoi, včetně TicHealth a TicExercise. Kruhová OLED obrazovka o průměru 35 mm (1,39 palce) měří 979 mm² (1,517 palce čtverečního) s rozlišením 400 × 400 pixelů s rozlišením 114,3 bodu/cm (290 DPI). Očka používají standardní rychloupínací pružinové tyče a lze je vyměnit za jiné popruhy, včetně těch, které prodává Mobvoi. Oba jsou certifikovány jako vodotěsné do tlaku 5 atm (510 kPa), což znamená, že vydrží pod vodou do hloubky až 50 m (160 stop) a jsou vhodné pro plavání. Mají mikrofon, ale nemají reproduktor. Nemají NFC pro bezkontaktní platby ani senzory okolního světla pro automatický jas. Používají stejnou proprietární magnetickou nabíječku od Mobvoi. Obsahují 512 MB RAM a 4 GB úložiště.

### TicWatch Pro 3 GPS
TicWatch Pro 3 GPS byly uvedeny na trh v září 2020. Jsou to druhé hodinky v řadě Mobvoi Pro, TicWatch Pro (2020) jsou první. Funguje na Google Wear OS, stejně jako předchozí chytré hodinky od Mobvoi.
TicWatch Pro 3 GPS jsou první hodinky Wear OS, které používají čipset Snapdragon Wear 4100 od Qualcommu.Využívá technologii dvou displejů, kde hlavní displej je AMOLED displej, zatímco druhý je nízkoenergetická FSTN obrazovka. 1,4" AMOLED displej je chráněn Gorilla Glass 3 a je dodáván s odolností proti vodě IP68.
Rozměry hodinek jsou 47 x 48 x 12,2 mm. Má 22mm vyměnitelné silikonové pásky. Obsahuje minimální kapacitu baterie 577 mAh a nominální kapacitu baterie 595 mAh.
TicWatch Pro 3 GPS je dodáván s 1 GB RAM a 8 GB úložištěm. Mezi senzory patří hladina saturace krve O2, noční infračervený statický senzor srdečního tepu, akcelerometr, barometr, gyroskop, senzor okolního světla a GPS.
Pro tyto chytré hodinky Mobovoi spustil nové aplikace jako TicHearing, TicZen, TicOxygen a TicBreathe, zatímco starší aplikace jako TicSleep, TicPulse a TicExercise byly aktualizovány.

### TicWatch Pro 3 Ultra GPS
TicWatch Pro 3 Ultra GPS je dodáván se Snapdragon Wear 4100 SoC.

### Ticwatch Pro 5 GPS
Jsou to první hodinky s novým čipsetem Snapdragon W5+, které vyšly 5. května 2023. Obsahuje Wear OS 3.5 a dva displeje.